# Lambda Librae
Lambda Librae (λ Librae, förkortat Lambda Lib, λ Lib) som är stjärnans Bayerbeteckning, är en dubbelstjärna belägen i den östra delen av stjärnbilden Vågen. Den har en skenbar magnitud på 5,03 och är svagt synlig för blotta ögat på platser utan ljusföroreningar. Baserat på parallaxmätning inom Hipparcosuppdraget på ca 10,5 mas, beräknas den befinna sig på ett avstånd av ca 310 ljusår (95 parsek) från solen. På detta avstånd minskar stjärnans skenbara magnitud med en skymningsfaktor på 0,22 på grund av interstellärt stoft.

## Egenskaper
Primärstjärnan i Lambda Librae är en blå stjärna i huvudserien av spektralklass B3 V. Den har en massa som är 5 gånger större än solens massa och en uppskattad radie som är 3,9 gånger större än solens. Den utsänder från dess fotosfär 743 gånger mera energi än solen vid en effektiv temperatur på ca 18 700 K.
Lambda Librae är en spektroskopisk dubbelstjärna med en omloppsperiod på 14,48 dygn och en excentricitet på 0,27. Den är en  kemiskt egenartad stjärna med låg heliumhalt och är en roterande ellipsoidisk variabel. Den är vidare en kandidat som Vegaliknande stjärna, vilket innebär att den visar ett överskott av infraröd strålning som är karaktäristisk för en stjärna med en omkretsande stoftskiva, samt är en källa till emission av röntgenstrålning.